# 丘穆奇區

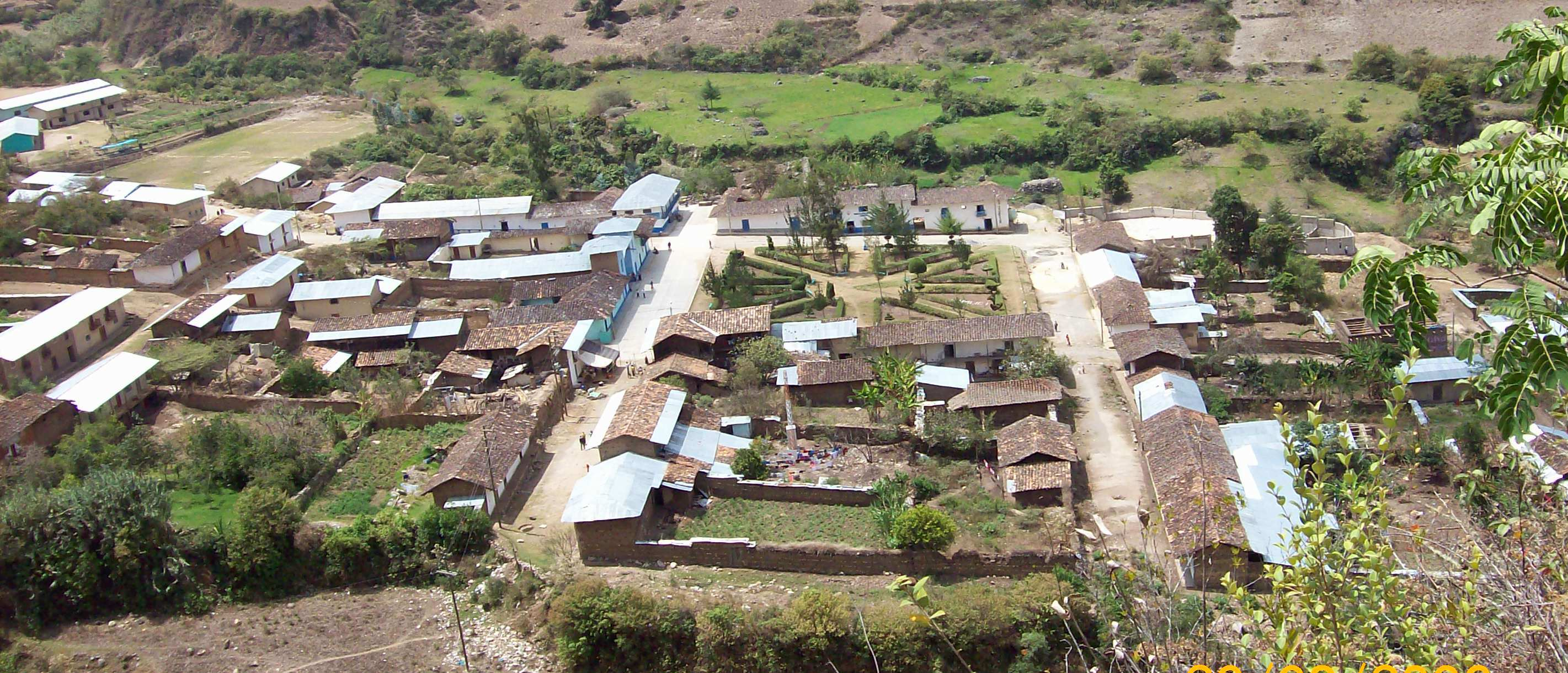

6°35′03″S 78°11′17″W / 6.5841°S 78.1881°W
丘穆奇區（西班牙語：Distrito de Chumuch），是秘魯的一個區，位於該國北部卡哈馬卡大區的塞倫丁省，始建於1862年9月30日，面積196.3平方公里，海拔高度2,680米，2005年人口3,248，人口密度每平方公里17人。